# Sgurr Mhic Choinnich
Sgurr Mhic Choinnich (en gaélico: Sgurr MhicCoinnich, pronunciado s̪kurˠiçˈkɤɲɪç, que significa "Pico de MacKenzie") es una montaña en la isla de Skye en Escocia (Reino Unido). Está en las Cuillins negras y está clasificada como un munro. Como el resto de la cadena, está compuesta de gabro, una roca ígnea con excelente agarre para la práctica del montañismo.
La vegetación es escasa. La montaña fue bautizada por el guía de montaña John MacKenzie. La ruta más común a la cumbre implica subir una cuesta de pedregal desde Coire Lagan para alcanzar el bealach entre Sgurr Mhic Choinnich y Sgurr Dearg. Desde aquí se requiere una trepada aérea y desafiante hasta la cresta norte del pico para alcanzar la cima. El ascenso es una subida muy desafiante para los estándares de las montañas británicas.
- Datos: Q2883967
- Multimedia: Sgurr Mhic Choinnich / Q2883967